# Сент-Этьен-лез-Орг
Сент-Этье́н-лез-Орг (фр. Saint-Étienne-les-Orgues, окс. Sant Estève deis Òrgues) — коммуна во Франции, находится в регионе Прованс — Альпы — Лазурный Берег. Департамент коммуны — Альпы Верхнего Прованса. Главный город кантона Сент-Этьен-лез-Орг. Округ коммуны — Форкалькье.
Код INSEE коммуны — 04178.

## Население
Население коммуны на 2008 год составляло 1222 человека.
| 1962 | 1968 | 1975 | 1982 | 1990 | 1999 | 2008 |
| ---- | ---- | ---- | ---- | ---- | ---- | ---- |
| 477  | 478  | 561  | 679  | 1091 | 873  | 1222 |

## Климат
Климат средиземноморский, лето жаркое и сухое, зимой прохладно, часто бывают заморозки.
Сент-Этьен-лез-Орг не имеет своей метеостанции, ближайшая находится в Форкалькье.
| Показатель                            | Янв. | Фев. | Март | Апр. | Май  | Июнь | Июль | Авг. | Сен. | Окт. | Нояб. | Дек. | Год  |
| ------------------------------------- | ---- | ---- | ---- | ---- | ---- | ---- | ---- | ---- | ---- | ---- | ----- | ---- | ---- |
| Средний суточный максимум, °C         | 8,6  | 10,9 | 15,4 | 16,9 | 21,4 | 25,8 | 29,3 | 28,9 | 24,0 | 18,5 | 12,7  | 9,3  | 18,5 |
| Средняя температура, °C               | 4,3  | 6,2  | 8,2  | 11,1 | 15,1 | 19,3 | 22,4 | 22,0 | 18,0 | 13,4 | 8,2   | 5,2  | 12,8 |
| Средний суточный минимум, °C          | −0,0 | 0,5  | 3,0  | 5,4  | 8,9  | 12,8 | 15,4 | 15,2 | 12,0 | 8,2  | 3,8   | 1,1  | 7,2  |
| Норма осадков, мм                     | 27   | 25   | 24   | 44   | 40   | 28   | 21   | 33   | 46   | 54   | 53    | 31   | 426  |
| Источник: Relevé météo de Forcalquier |      |      |      |      |      |      |      |      |      |      |       |      |      |

## Экономика
В 2007 году среди 663 человек в трудоспособном возрасте (15—64 лет) 421 были экономически активными, 242 — неактивными (показатель активности — 63,5 %, в 1999 году было 62,9 %). Из 421 активных работали 340 человек (174 мужчины и 166 женщин), безработных было 81 (36 мужчин и 45 женщин). Среди 242 неактивных 36 человек были учениками или студентами, 106 — пенсионерами, 100 были неактивными по другим причинам.

## Достопримечательности
- Замок Трюа
- Замок Тондю
- Церковь Сент-Этьен (XV—XVI века)
- Аббатство Нотр-Дам-де-Люр, исторический памятник
- Часовня Сен-Жозеф
- Часовня Сен-Себастьен

## Города-побратимы
- Торре-Канавезе (Италия, с 2009 года)

## Фотогалерея

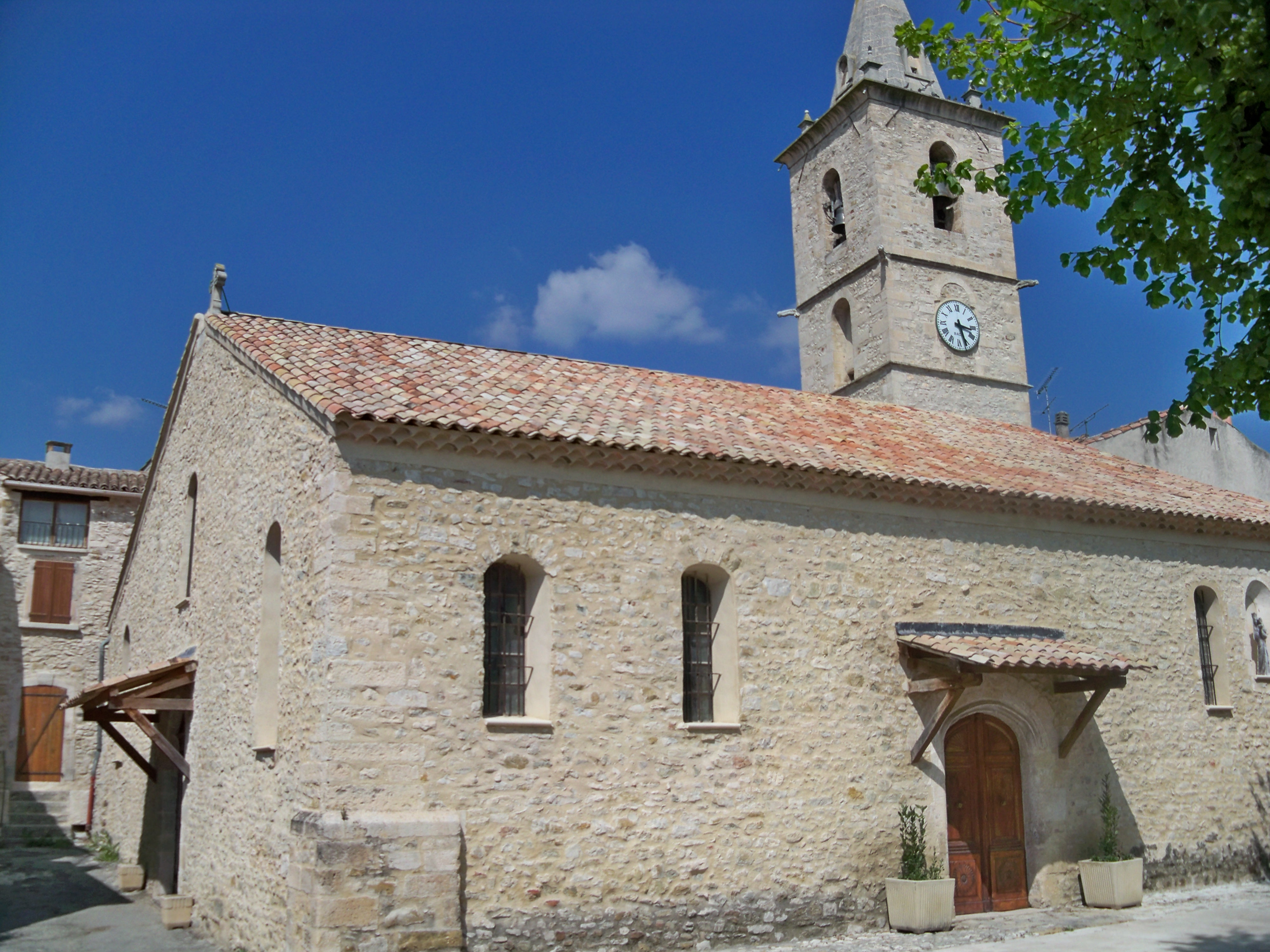
Церковь Сент-Этьен
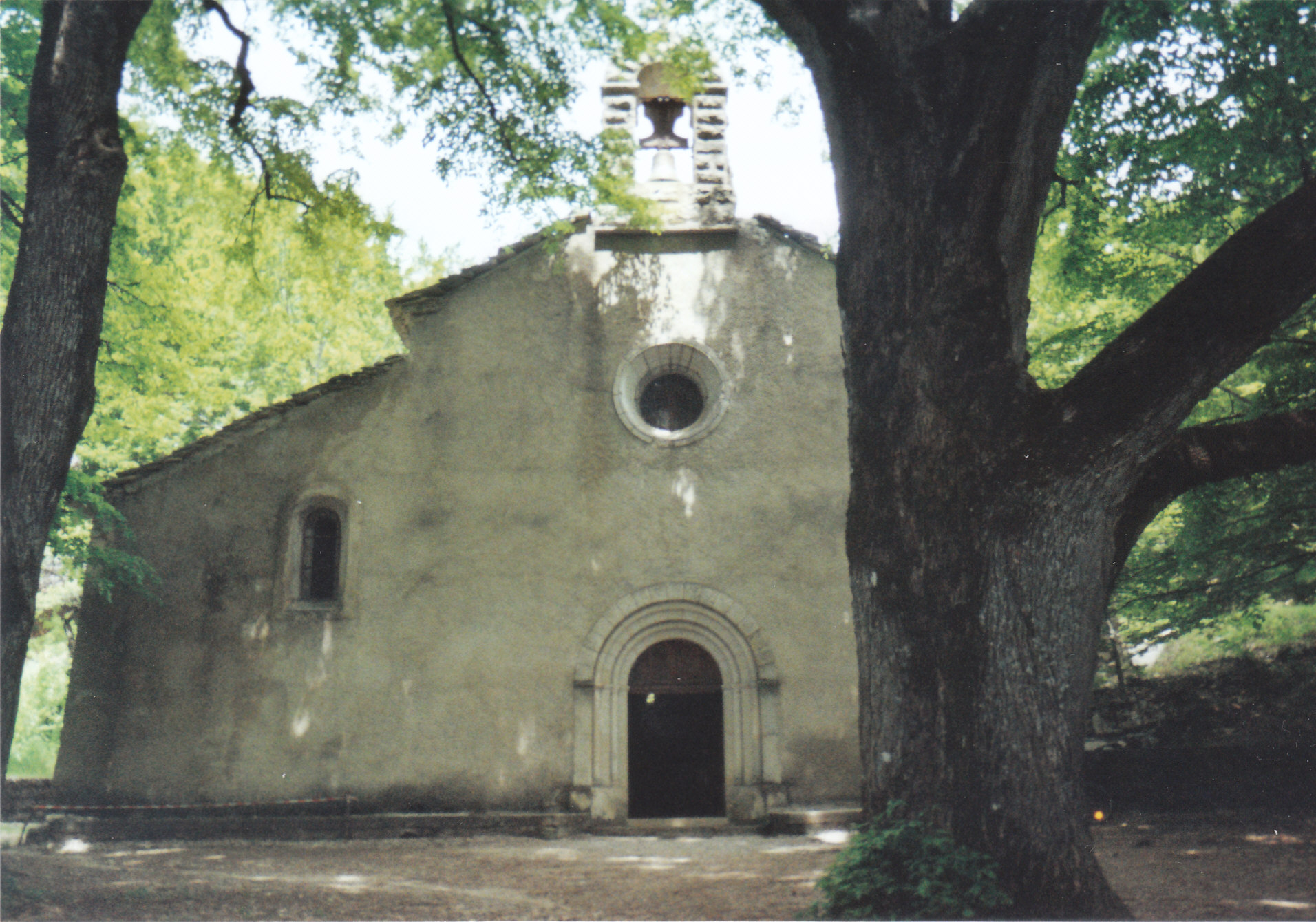
Аббатство Нотр-Дам-де-Люр
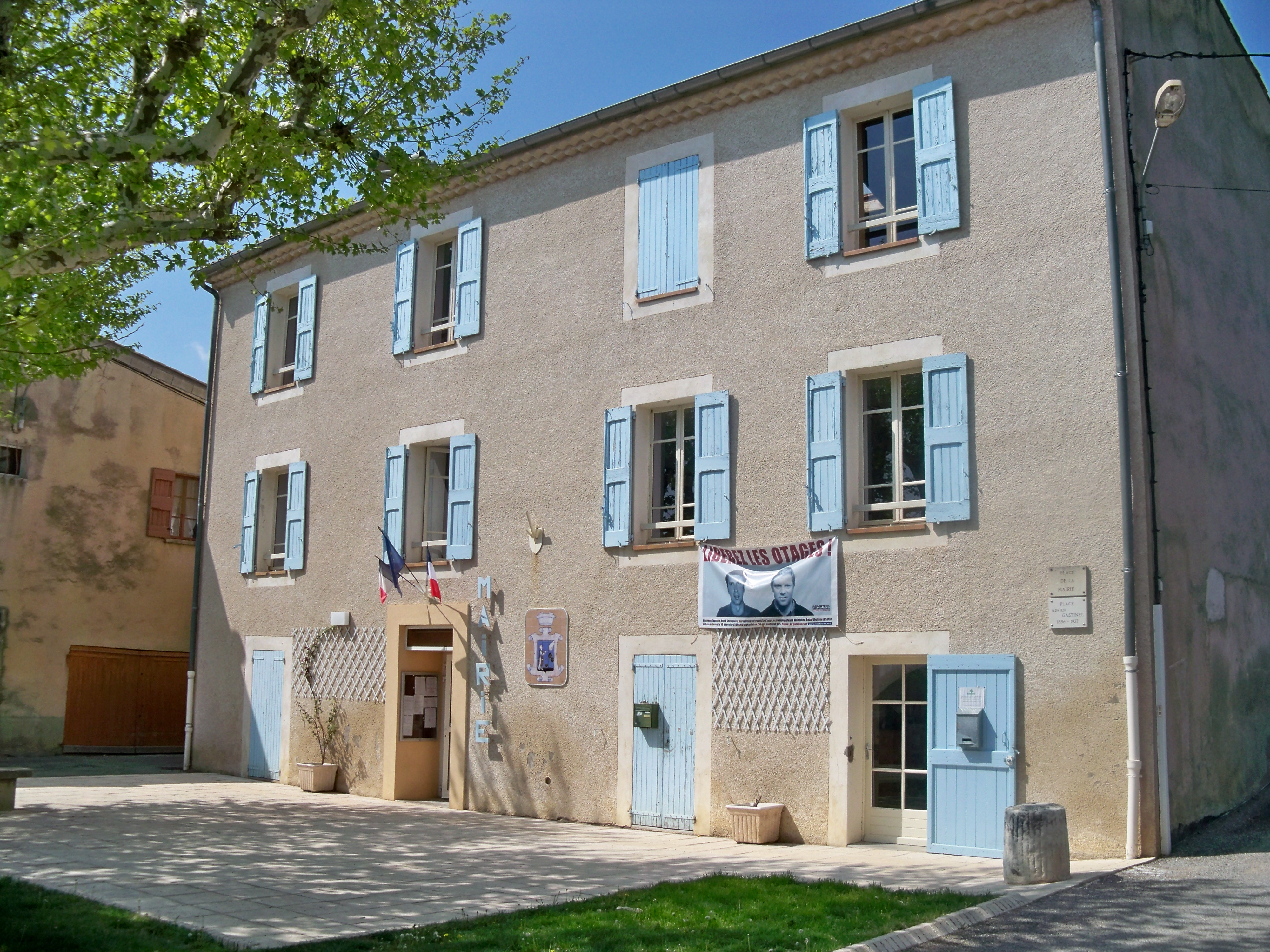
Мэрия
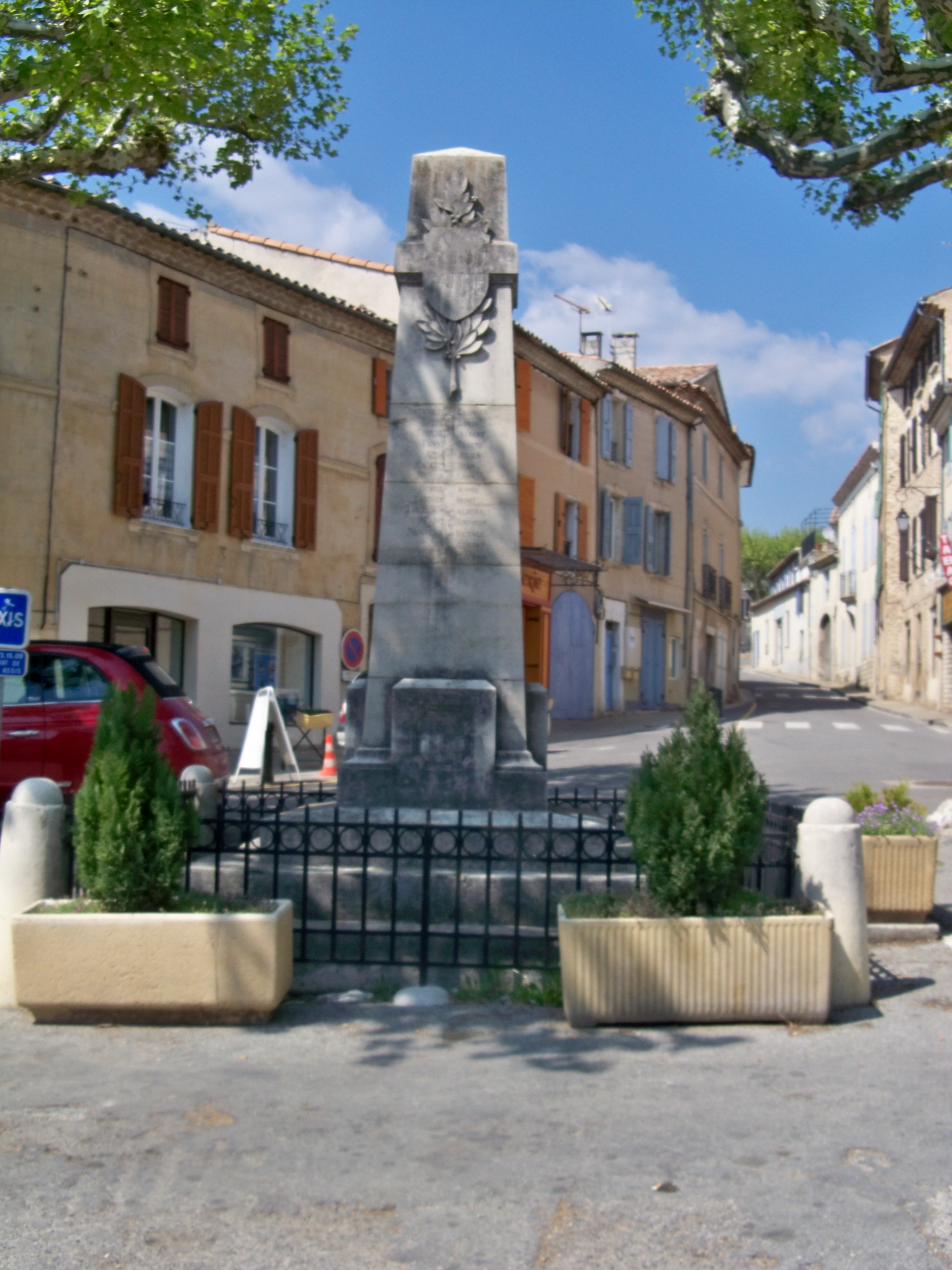
Памятник погибшим в Первой мировой войне